# Elmas
Elmas – miejscowość i gmina we Włoszech, w regionie Sardynia, w mieście metropolitalnym Cagliari. Graniczy z Cagliari, Assemini i Sestu.
Według danych na rok 2004 gminę zamieszkiwało 7997 osób, 615,2 os./km².